# Hassan Adams
Hassan Olawale Adams (ur. 20 stycznia 1984 w Inglewood) – amerykański koszykarz, grający obecnie we włoskim zespole Basket Draghi Novara.
W 2002 wystąpił w meczu gwiazd amerykańskich szkół średnich – McDonald’s All-American.
Przed przybyciem do NBA występował w barwach uniwersyteckiej drużyny Arizona Wildcats.
Wybrany z 54. numerem w 2006 roku w drafcie przez New Jersey Nets. Swój pierwszy sezon NBA zakończył z 61 meczami na koncie, osiągając jedynie średnio 2,9 punktu na mecz. Rekordowy był występ przeciwko Boston Celtics 29 listopada 2006 roku, kiedy to zdobył 16 punktów. Był także krótko zawodnikiem Cleveland Cavaliers, jednak nie rozegrał w ich barwach ani jednego meczu w sezonie zasadniczym NBA.
29 listopada 2007 podpisał kontrakt z włoskim zespołem Basket Draghi Novara.

## Rekordy w NBA (w ciągu jednego meczu)
- Punkty: 16 (vs.Boston 29/11/06)
- Celne rzuty z gry: 6 (vs.Boston 29/11/06)
- Celne rzuty wolne: 4 (vs.Boston 29/11/06)
- Zbiórki: 8 (vs.Boston 29/11/06)
- Asysty: 3 (vs.Milwaukee 13/12/06)
- Przechwyty: 2 (vs.Milwaukee 13/12/06)
- Bloki: 1 (trzy razy)
- Minuty na boisku: 25 (vs.Toronto 15/12/06)